# Bazancourt (Oise)
Bazancourt è un comune francese di 136 abitanti situato nel dipartimento dell'Oise della regione dell'Alta Francia.

## Società

### Evoluzione demografica
Abitanti censiti